# Stanisław Dmitruk
Stanisław Dmitruk (ur. 29 marca 1927 we Lwowie, zm. 2007) – polski inżynier budownictwa. 
Maturę zdaje w V Liceum Ogólnokształcące im. Augusta Witkowskiego w Krakowie w 1946  a rozpoczęte studia na Wydziałach Politechnicznych AGH kończy w 1951 na Wydziale Inżynierii Lądowej Politechniki Wrocławskiej. Od 1973 profesor na Wydziale Górniczym Politechniki Wrocławskiej i dziekan
Wydziału Górniczego (1987-1993). Odznaczony został Krzyż Oficerski i Krzyż Kawalerski Orderu Odrodzenia Polski, Medalem Komisji Edukacji Narodowej, Złotą Odznaką Politechniki Wrocławskiej. Został pochowany na Cmentarzu Osobowickim we Wrocławiu.

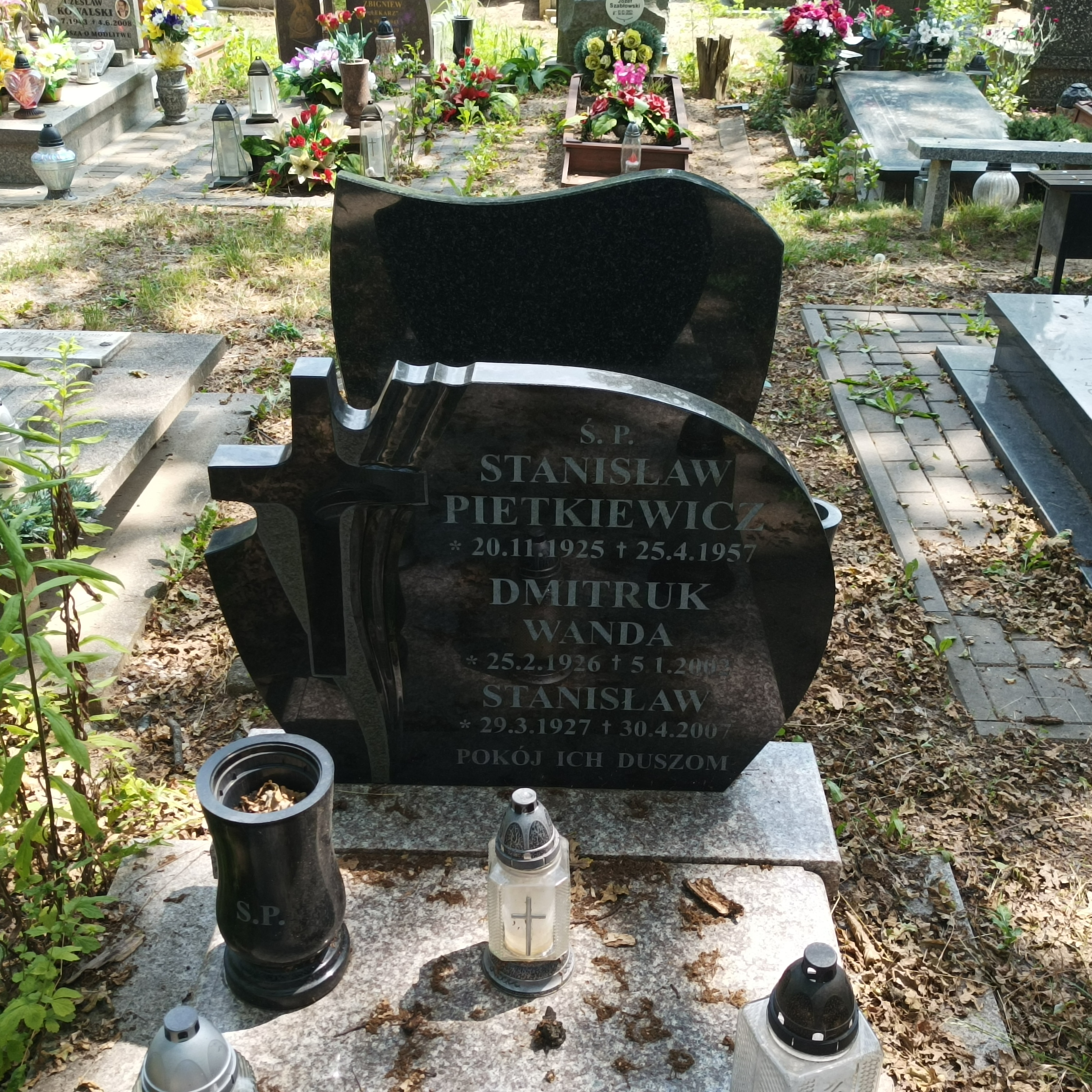
Grób prof. Stanisława Dmitruka na Cmentarzu Osobowickim we Wrocławiu